# Torneo Albert Schweitzer 1979
Il Torneo Albert Schweitzer 1979 si è svolto nel 1979 a Mannheim, nell'allora Germania Ovest.

## Classifica finale
| Pos. | Squadra          |
| ---- | ---------------- |
|      | Jugoslavia       |
|      | Spagna           |
|      | Stati Uniti      |
| 4.   | Unione Sovietica |
| 5.   | Turchia          |
| 6.   | Francia          |
| 7.   | Germania Ovest   |
| 8.   | Italia           |
| 9.   | Cecoslovacchia   |
| 10.  | Polonia          |
| 11.  | Belgio           |
| 12.  | Svezia           |
| 13.  | Paesi Bassi      |
| 14.  | Austria          |
| 15.  | Bulgaria         |
| 16.  | Inghilterra      |